# Acueductos de San José y Alcudia
El Conjunto de Acueductos de San José y Alcudia son dos acueductos que se encuentran en  La Vall d'Uixó (Plana Baja, provincia de Castellón, España).

## Descripción
En la Vall d'Uixó hay un acueducto romano situado sobre el barranco de Aigualit, que se construyó para salvar el obstáculo del barranco y conducir el agua que se tomaba de la fuente de Sant Josep por la acequia mayor para ser utilizada para el riego de las huertas municipales hasta los años 1950.
Es un edificio público que se conserva completo porque desde su construcción y a lo largo del tiempo, se han realizado varias obras de mantenimiento y reparación por eso se alternan los  arcos de medio punto con los  ojivales.
Posteriormente, al aumentar los habitantes de la Vall durante el periodo medieval  y abrir nuevos espacios de cultivo, la acequia se bifurcó antes de llegar al acueducto para dar lugar a la acequia del Pla y se aprovechó el desnivel de esta bifurcación para situar en la nueva acequia dos molinos que aprovechaban la fuerza del agua, pero también fue necesaria  la construcción de un acueducto más pequeño sobre el barranco de Aigualit.
Así el acueducto romano y el medieval constituyen un conjunto interesante de obras hidráulicas que nos muestran la laboriosidad de nuestros antepasados.